# Kamila Valijeva
Kamila Valerjevna Valijeva (Tataars: Камилә Валерий кызы Вәлиева; Russisch: Ками́ла Вале́рьевна Вали́ева) (Kazan, 26 april 2006) is een Russische kunstschaatsster. Ze is de Europese kampioen van 2022, de Rostelecom Cup-kampioen van 2021, de Skate Canada International-kampioen van 2021. Ze neemt deel aan de Olympische Winterspelen van 2022.

## Biografie

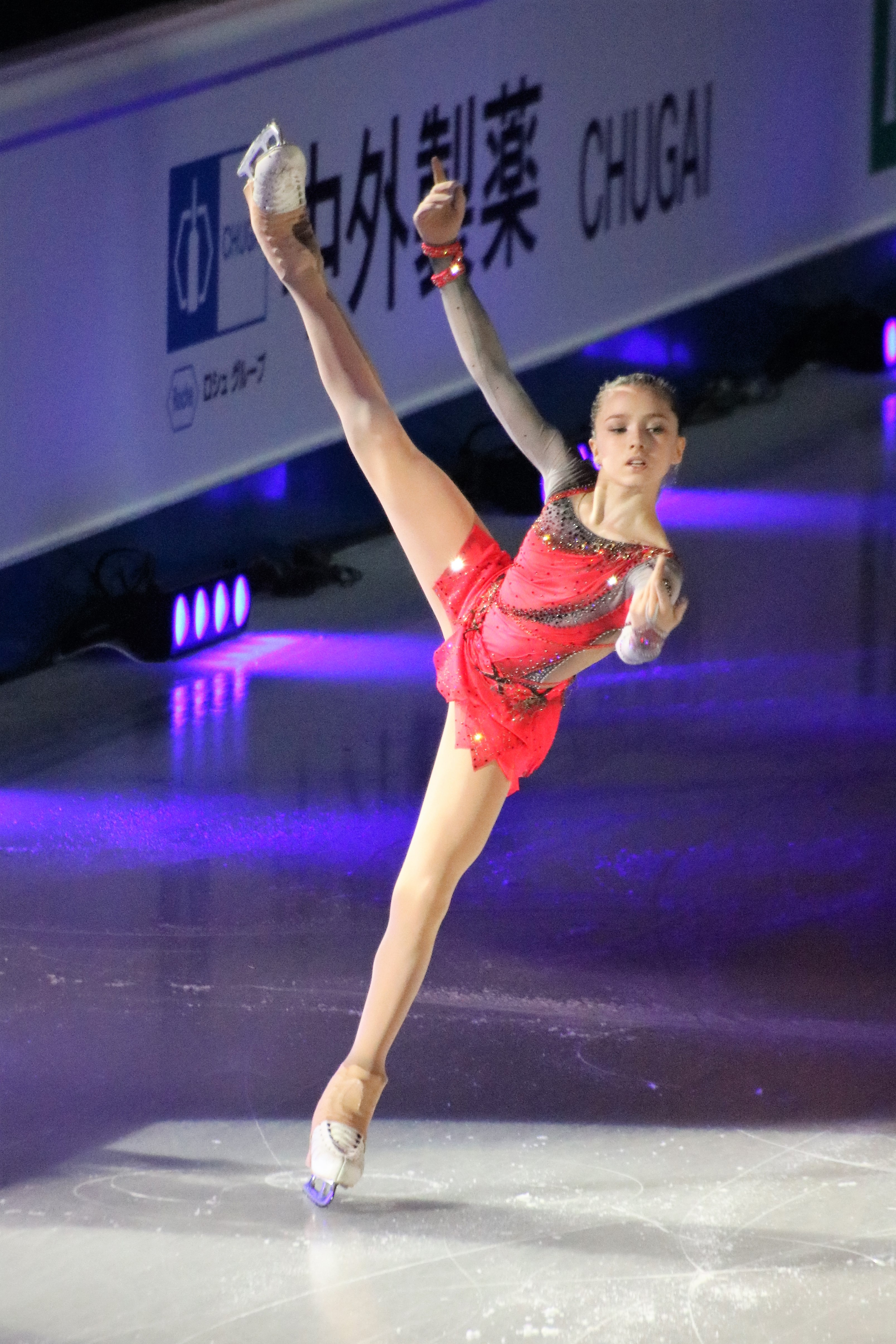
Kamila Valijeva tijdens de 2019-20 Junior Grand Prix Final

Valijeva is (anno 2022) wereldrecordhouder voor de korte kür voor vrouwen, de vrije kür en de totaalscore. Zij heeft tijdens haar carrière negen wereldrecords neergezet. Zij is de eerste vrouwelijke schaatser die de drempels van 250, 260 en 270 punten in de totale score binnen één seizoen doorbrak, de eerste die de drempels van 170 en 180 punten overschreed in de vrije kür en de eerste die de drempel doorbrak van 90 punten in de korte kür. Zij is de tweede vrouw die de viervoudige leenlus deed (na trainingspartner en teamgenoot Aleksandra Troesova), de vierde vrouw die een viervoudige sprong van welke aard dan ook maakte, de 16e vrouw die een drievoudige axel uitvoerde en de derde vrouw die een drievoudige axel en een viervoudige sprong in hetzelfde programma deed, na Alysa Liu en trainingspartner en teamgenoot Sofia Akateva.
Op juniorniveau is Valijeva de wereldkampioen junioren 2020, de 2019-20 Junior Grand Prix Final-kampioen en de Russische nationale juniorkampioen van 2020. Valijeva is ook de Russische nationale zilveren medaillewinnaar van 2021.
In 2022 behaalde ze met het Russische kunstschaatsteam de olympische titel bij de landenwedstrijd, de prijsuitreiking hiervan is echter om onduidelijke redenen uitgesteld. De reden zou liggen bij Valijeva, die voor de Spelen positief zou zijn getest op doping. Begin 2024 kreeg ze alsnog een vierjarige schorsing, wat inhield dat ze haar olympische gouden medaille moest inleveren.

## Persoonlijke records
Behaald tijdens ISU wedstrijden.
|                     | punten                | toernooi          |
| ------------------- | --------------------- | ----------------- |
| Hoogste totaalscore | 272.71 (wereldrecord) | GP Rostelecom Cup |
| Hoogste korte kür   | 90.45 (wereldrecord)  | Europese          |
| Hoogste lange kür   | 185.29 (wereldrecord) | GP Rostelecom Cup |

## Belangrijke resultaten
| Kampioenschap            | 17/18 | 18/19 | 19/20 | 20/21  | 21/22 |
| ------------------------ | ----- | ----- | ----- | ------ | ----- |
| Europees kampioenschap   |       |       |       |        | Goud  |
| Grand Prix-finale        |       |       |       |        |       |
| Nationaal kampioenschap  |       |       |       | Zilver | DSQ   |
| WK junioren              |       |       | Goud  |        |       |
| Junior Grand Prix-finale |       |       | Goud  |        |       |